# Anastase le Perse
Pour les articles homonymes, voir Anastase.
Anastase le Perse ou saint Anastase est un soldat perse converti au christianisme devenu moine qui est mort martyrisé le 22 janvier 628. Il est fêté le 22 janvier.

## Biographie
Magundat, de son nom de naissance, est né au VIe siècle en Perse, au sein d'une famille païenne. Son père était un sorcier. Il entre ensuite dans l'armée du roi Khosro II (ou Chosroes). En 614, ses soldats vont à Jérusalem, où Magundat découvre la foi chrétienne. De retour en Perse, il quitte sa carrière militaire pour se retirer quelque temps à Hériapolis, mais retourne à Jérusalem. 
Là, il se convertit et se fait baptiser. Il prend alors le nom de Anastase, puis devient religieux. Il priait tous les jours espérant gagner la palme du martyre. Il sera exaucé. Frère Anastase est envoyé à Césarée, en Palestine. Il prêcha aux Perses, leur demandant en vain de se convertir et d'abandonner leur magie. 
Ceux-ci l'emmenèrent chez le roi Khosro II, qui le fit enchaîner puis travailler dans une carrière. Plusieurs fois on lui demande de renier sa foi, mais Anastase reste toujours fidèle à sa religion. Sa renommée grandit alors de plus en plus auprès des chrétiens. Ceux-ci se pressent dans sa prison pour le toucher et pour se faire bénir. Il est finalement décapité en compagnie de soixante-douze autres compagnons.

## Culte
Anastase le Perse est considéré comme saint par les Églises catholique et orthodoxe, qui le fêtent le 22 janvier, jour de son martyre. Il est invoqué contre les maux de tête et les migraines. Ses reliques, son chef ainsi qu'une image miraculeuse à son effigie sont vénérés dans l'Abbaye de Tre Fontane à Rome.